# 基尔丁级驱逐舰
基尔丁级大型导弹舰，苏联项目代号为56-ЭM和56-M型，其中Э表示试验，是苏联海军在科特林级驱逐舰基础上改型安装了SM-59-1“狗鱼”（北约命名为SS-N-1“扫帚”）反舰导弹发射装置。北约命名为“基尔丁”（Kildin）级驱逐舰。“基尔丁”一词是指摩尔曼斯克东侧的基利金岛（俄语：Кильдин），从其拉丁化拼写而被译为中文“基尔丁”。56-M型共建造了4艘（包含56-ЭM型），是世界上第一种装备舰对舰导弹的大型军舰，不过这是后来装载的，建造时它们仍是火炮鱼雷驱逐舰。
1958年入役时苏联海军把改型舰分类为导弹驱逐舰。1966年5月19日改为大型导弹舰。1970年代随着卡宁级从大型导弹舰改装为大型反潜舰，苏联海军的大型导弹舰就只剩下56-M这一型号。

## 历史
一开始基尔丁级驱逐舰与第二次世界大战中所有大的海军国家投入的驱逐舰一样是经典的火炮、鱼雷驱逐舰。虽然它是1956年建造的，但是它即没有面對空飛彈也没有舰对舰导弹或巡航导弹。照尤里·阿帕罗夫它因此落后约10年。
由于越来越多的战舰开始使用巡航导弹苏联海军上级决定在基尔丁级驱逐舰上装刚刚研制出来的KSShch，这也是当时苏联唯一可用的舰对舰导弹。本来这些导弹是设计为陆对舰导弹，每枚重3吨，因此相当重。导弹的总长度为7.6米，在使用前需要给它装液体染料，所有这些都使得它很难被装在小型的驱逐舰上。
设计师决定把导弹可旋转的发射装置装在船尾，所有火炮全部被移除，防空武器被装在船的中部和首部。基尔丁级驱逐舰携8枚庞大的KSShch导弹，因此设计师在舰桥建筑和船尾的导弹发射装置之间添加了一座舰上建筑。因此10枚本来应该装在烟囱之间的鱼雷管被拆除。
鲁莽号在建造中停止，然后按照新设计建造。船只建成后它获得56-ЭM的项目代号，其它从一开始就按照导弹驱逐舰建造的同型号船只获得56-M型项目代号。

## 设计
科特林级的船壳与动力未变。在艉部主炮位置替换为1套滑轨式SM-59-1“狗鱼”反舰导弹发射装置。前主炮位置纵列布置两座四联57毫米舰炮。后桅两侧各布置一座四联57毫米舰炮。该舰炮的炮管是2 x 2布局。在主桅与次桅之间的舷侧，各布置了2具533毫米鱼雷发射管。主桅杆由三角桅改为更稳固的四角桅。
56-ЭM型和56-M型的一个区别是SM-20-ZIF型四联45毫米舰炮替换为ZIF-75型四联57毫米舰炮。
1972-1977年3艘做了现代化改装，改称56-У型。拆除了艉部的SS-N-1发射装置，改为两座新研制的AK-726型76毫米双联自动舰炮。后烟囱两边的舷侧甲板上布置4套向后倾斜的P-15M（北约命名SS-N-2“冥河”）的KT-15M型箱体式反舰导弹发射装置。

## 技术

### 驱动
基尔丁级驱逐舰的驱动是按照最初的设计安装的，这没有被改变。这些船只拥有两组涡轮发动机，每组发动机由一台中和低功率发动机和一台高功率发动机组成。发动机的动力来自4个76千瓦蒸汽机，每个蒸汽机里蒸汽的最高温度为摄氏450度，压力为64千克每平方厘米。

### 武器
基尔丁级驱逐舰的主武器是一座位于船尾的KSShch导弹发射装置。
鲁莽号装有56型原本计划的4座SM-20炮组，每座高射炮组由4挺45毫米L/78机关炮组成。但是这些炮装的位置被改变了，新的位置在船首和舰桥上，各左右一门。理论上这4各跑组可以每分钟发炮640射，可以射击9千米外的表面目标和5千米外的空中目标。56M型舰只的防空武器是四组由4门57毫米L/81机关炮组成的跑组，它们的部署位置与56-ЭM型一样。这些炮的射程为7千米，因此比56-ЭM型的炮火力强。
在船中部左右两侧各有一组由两个发射管组成的鱼雷发射器。
在船首有两个RBU-2500深水炸弹投射器作为反潜武器。

### 火控和瞄准设施
所有基尔丁级驱逐舰拥有两个Fut-B火控雷达，一个位于后桅杆后面，一个在舰桥顶上，这些雷达可以控制56-ЭM型的45毫米火炮以及56-M型的57毫米火炮。
此外所有船上都有对空和对面雷达以及简单的导航雷达。
两台声纳被用来探测水下情况。但是它们的测程只有2到3千米，因此它们的用途不是很大。声纳的探头直接位于船前身的底部。

## 型号

### 56-У型

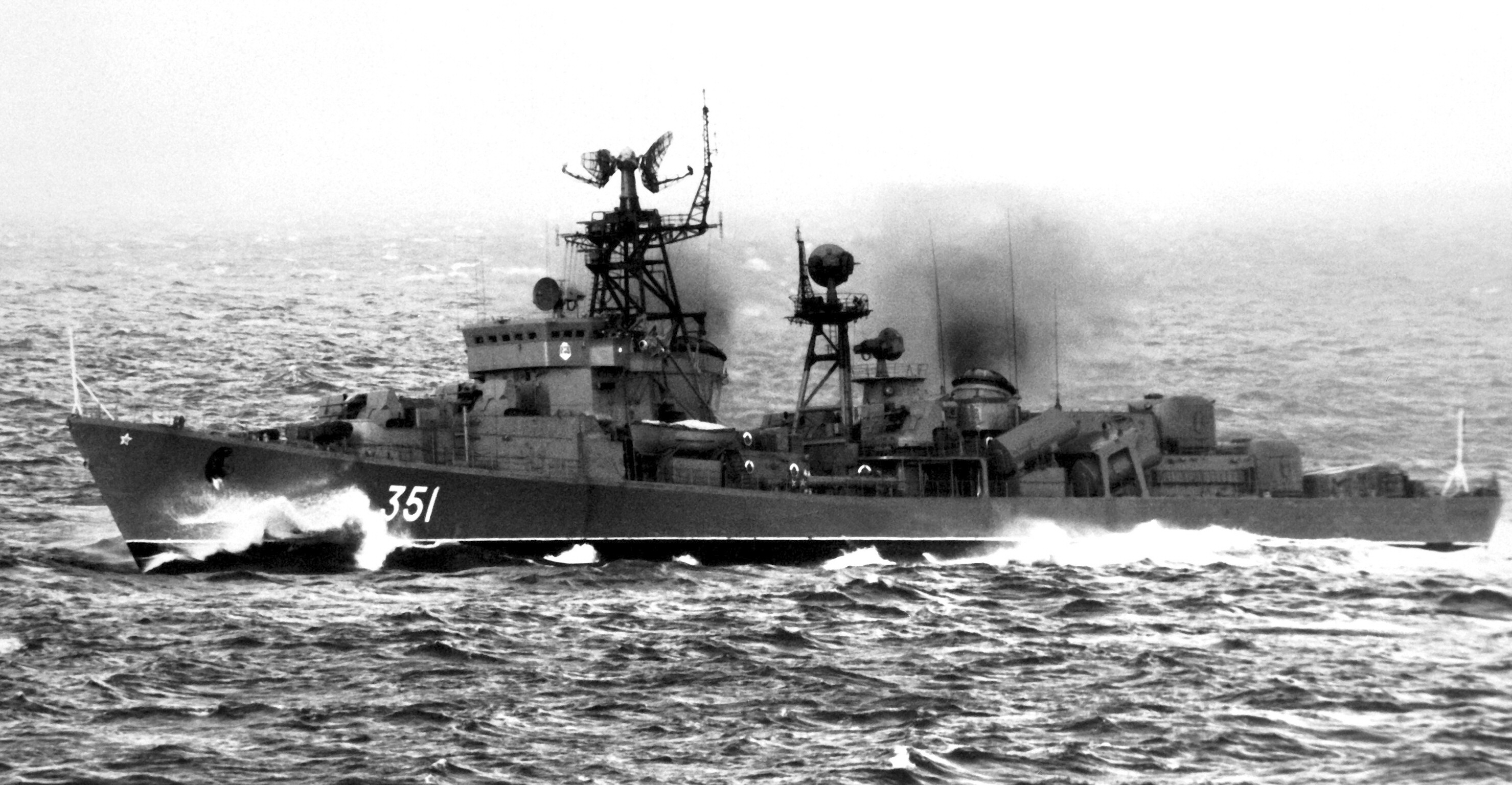
1982年远见号的照片，它携带P-15导弹发射管

56-У型的舰只把过时的KSShch改装为P-15导弹。56-M型船尾的发射设施被拆除，在船中部左右两侧各装两阁P-15的发射装置，所有发射装置的方向是超后。在船尾装了两座炮塔，每座里面有两门72.6毫米-L/59火炮。在后主桅后面添加了一台Fut火控雷达为这两门炮提供火控。56-У型的排水量为空载2940吨，全栽3447吨。完整船员数为273人。总共3条船被改造为56-У型。

## 船只列表
一艘船是56-ЭM，其它4艘驱逐舰是以56-M型建造的。3艘后来被改造为56-У型。

### 鲁莽号
鲁莽号（俄语：Бедовый）于1953年12月1日以56型在尼古拉耶夫日丹诺夫造船厂开工，1955年7月31日下水。由于它被改造为56-ЭM型它的完工一直拖延到1958年。它是第一艘装有导弹的苏联军舰。它在黑海艦隊服役。1967年它访问古巴，1969年访问巴巴多斯。1970年为维护苏联利益它被派往埃及沿海，据苏联报道1970年11月9日它于英国皇家方舟號航空母艦相撞，但是只受轻微损坏。1972年到1974年间它被改装为56-У型。1989年4月25日它退伍，被卖到土耳其拆解。

### 莫测号
莫测号（俄语：Неуловимый）于1957年2月23日在列宁格勒日丹诺夫造船厂开工，1958年2月27日下水。1960年它加入波罗的海舰队。1969年它被派往非洲海岸，随后被改编入黑海舰队。1972年它被改造为56-У型。1974年到1982年间它退役，但是此后又被重新纳入舰队。1999年4月19日它终于彻底退役。

### 远见号
远见号（俄语：Прозорливый）于1956年9月1日在尼古拉耶夫445号造船厂开工。1957年7月30日下水。从1958年开始它加入黑海舰队。1976年和1977年间它在塞瓦斯托波尔被改建为56-У型，然后被派往波罗的海舰队。1981年它与其它舰只一起掩护一艘在卡尔斯克鲁纳搁浅的613型潜艇离开瑞典海域。1991年它退伍，同年被拆解。

### 不屈号
不屈号（俄语：Неудержимый）于1957年2月23日在阿穆尔河畔共青城造船厂开工，1958年5月24日下水。1960年它加入太平洋舰队。1968年它参加因为普韋布洛號通用環境研究艦事件后被派出的舰队来维护苏联的利益。1979年它进入船坞修新，但是1985年它就被拆除武器，从此被当作教练船使用。船的号码为CF-567。1987年4月10日它退役。

### 不禁号
1955年10月17日，不禁（Неукротимый）列入了阿穆尔河畔共青城造船厂的建造计划，但没有开工即取消。